# Saint-Pair-sur-Mer
Saint-Pair-sur-Mer är en kommun i departementet Manche i regionen Normandie i norra Frankrike. Kommunen ligger i kantonen Granville som tillhör arrondissementet Avranches. År 2022 hade Saint-Pair-sur-Mer 4 372 invånare.

## Befolkningsutveckling
Antalet invånare i kommunen Saint-Pair-sur-Mer
| Referens: INSEE |